# Fernando Peralta
Fernando Peralta Carrasco, deportivamente conocido como Fernando (Ronda, Málaga, 15 de agosto de 1961), es un exfutbolista español que actuaba en la posición de portero.

## Trayectoria
Formado en las categorías inferiores del CD Málaga, no tardó en destacar en el primer plantel malacitano.En el año 1981 jugó el mundial juvenil de aquel año siendo titular en ausencia de Andoni Zubizarreta.
Fue fichado por el Sevilla FC en 1986.En el Sevilla FC no pudo lucir los colores con los que jugó toda su vida, camiseta verde y pantalón y medias blancas como homenaje a los colores de la bandera de Andalucía, pues se lo habían prohibido por la rivalidad con el Betis. 
Tras el fichaje de Rinat Dasaev por el conjunto hispalense, Fernando Peralta se vio relegado a la suplencia, lo que le hizo regresar al equipo de su tierra en 1990.
En 1992 ficharía por el CD Castellón, una vez consumada tanto el descenso deportivo como la desaparición del CD Málaga.
En 1995 ficha por el conjunto gallego del SD Compostela, donde permanecería un par de temporadas hasta su retirada en 1997.
Fue comentarista deportivo en Canal Sur Televisión y columnista en el Diario Sur.
Actualmente se encuentra trabajando como técnico de deportes en  la Diputación Provincial de Málaga.

## Clubes
| Club          | País   | Año       |
| ------------- | ------ | --------- |
| CA Malagueño  | España | 1978-1980 |
| CD Málaga     | España | 1980-1986 |
| Sevilla FC    | España | 1986-1990 |
| CD Málaga     | España | 1990-1992 |
| CD Castellón  | España | 1992-1995 |
| SD Compostela | España | 1995-1997 |